# Otto van Nispen tot Pannerden
Otto Frans Antoine Hubert van Nispen tot Pannerden (Pannerden, 14 april 1907 - Heemstede, 10 juni 1992) was een Nederlands politicus. Hij was namens de Katholieke Volkspartij onder meer Eerste Kamerlid. Verder was hij Commissaris van de Koningin in Overijssel.
Van Nispen tot Pannerden was een telg uit katholieke regentenfamilie van oude Gelderse adel. Hij trad in de voetsporen van zijn voorvaderen en was als 26-jarige al gepromoveerd jurist en een van de jongste burgemeesters van Nederland. Hij combineerde vele jaren het burgemeesterschap van Hillegom met het voorzitterschap van de Koninklijke Vereniging voor Bloembollencultuur en was daarnaast senator voor de KVP. Hij besloot zijn loopbaan als Commissaris van de Koningin in Overijssel.
In Hillegom is het Burgemeester Van Nispenpark naar hem vernoemd.

Inhuldiging als burgemeester van Hillegom (1937)
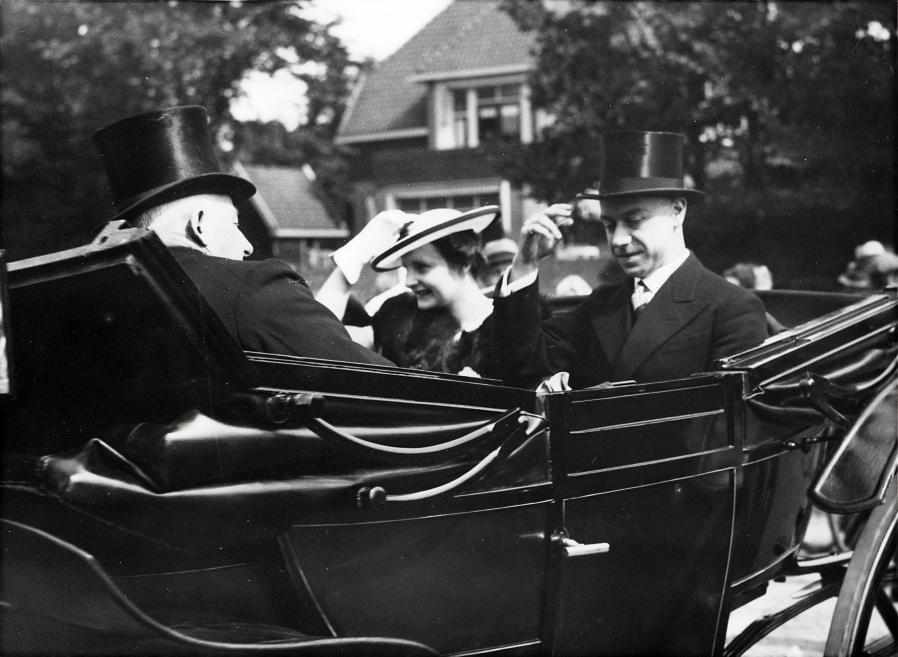
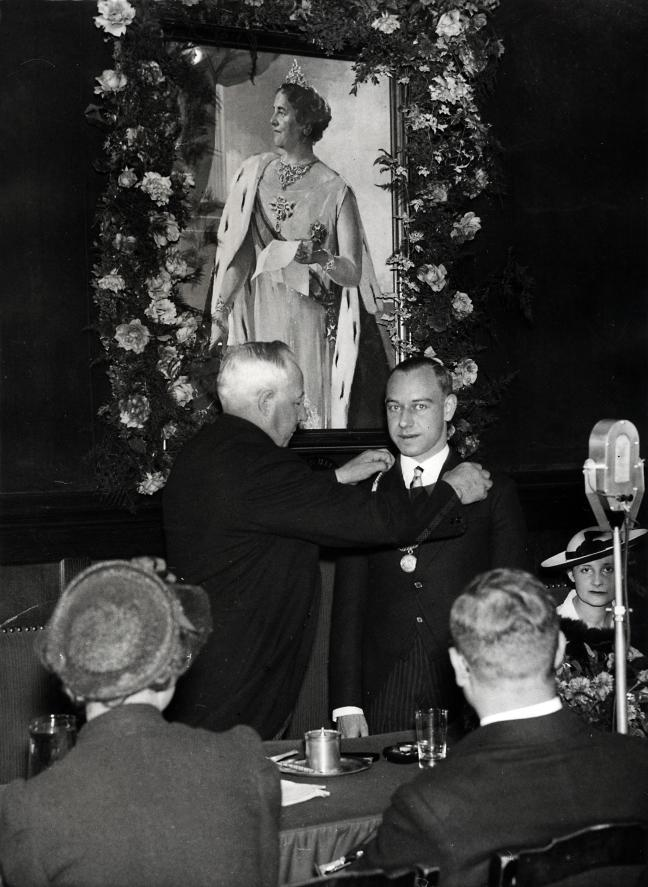

- Biografisch Portaal: 51265620
- International Standard Name Identifier: 0000 0000 6247 056X
- Nederlandse Thesaurus van Auteursnamen: 069266859
- Parlement.com: vg09ll3mtxvm
- Virtual International Authority File: 89249238
- WorldCat: E39PBJpPCPgBCDvhFKXp7y7WDq